# FO Водолея
FO Водолея (лат. FO Aquarii) — промежуточный поляр, двойная катаклизмическая переменная звезда типа DQ Геркулеса (XM) в созвездии Водолея на расстоянии приблизительно 1714 световых лет (около 526 парсеков) от Солнца. Видимая звёздная величина звезды — от +14,2m до +12,7m. Орбитальный период — около 0,2021 суток (4,8494 часов).

## Характеристики
Первый компонент — аккрецирующий белый карлик спектрального класса pec(e). Эффективная температура — около 9146 К.